# Ertebrekers
Ertebrekers is een Belgische band met Jeffrey Bearelle als leadzanger. De groep zingt en rapt in het West-Vlaams.

## Biografie
Ertebrekers werd opgericht in 2015 en brak een jaar later door met de debuutsingle De zji (Nederlands: "De zee"), die een hit werd in de Ultratop 50. In de Vlaamse top 50 bereikte het nummer zelfs de eerste plaats. In maart 2016 bracht de groep het debuutalbum Otel uit, dat de top 10 van de Vlaamse albumlijst behaalde en in totaal 76 weken in die lijst genoteerd stond. Andere singles die van dit album verschenen zijn Party too much (een samenwerking met Jack Parow), Eva Mendes, In theorie en Miss Amerika. 
Het tweede album Crème verscheen in 2019. Voor de single Shimokitazawa liet Ertebrekers zich inspireren door Japan, waar de groep meermaals optrad.

## Leden
- Jeffrey Bearelle: zang
- Flip Kowlier: zang, gitaar, bas
- Peter Lesage: toetsen, elektronica
- Karel De Backer: drums
- Kasper Cornelus: gitaar, toetsen, achtergrondzang

## Discografie

### Albums
| Album met hitnotering(en) in de Vlaamse Ultratop 200 albums | Datum van verschijnen | Datum van binnenkomst | Hoogste positie | Aantal weken | Opmerkingen |
| ----------------------------------------------------------- | --------------------- | --------------------- | --------------- | ------------ | ----------- |
| Otel                                                        | 25-03-2016            | 02-04-2016            | 9               | 76           |             |
| Crème                                                       | 08-03-2019            | 16-03-2019            | 4               | 16           |             |

### Singles
| Single met hitnotering(en) in de Vlaamse Ultratop 50 | Datum van verschijnen | Datum van binnenkomst | Hoogste positie | Aantal weken | Opmerkingen                               |
| ---------------------------------------------------- | --------------------- | --------------------- | --------------- | ------------ | ----------------------------------------- |
| De zji                                               | 2016                  | 27-02-2016            | 26              | 12           | Nr. 1 in de Vlaamse Top 50                |
| Party too much                                       | 2016                  | 21-05-2016            | tip10           | -            | met Jack Parow Nr. 9 in de Vlaamse Top 50 |
| Eva Mendes                                           | 2016                  | 15-10-2016            | 40              | 3            | Nr. 3 in de Vlaamse Top 50                |
| In theorie                                           | 2017                  | 21-01-2017            | tip25           | -            | Nr. 14 in de Vlaamse Top 50               |
| Miss Amerika                                         | 2017                  | 10-06-2017            | tip             | -            | Nr. 30 in de Vlaamse Top 50               |
| Paranoia                                             | 2019                  | 26-01-2019            | tip10           | -            | Nr. 10 in de Vlaamse Top 50               |
| Shimokitazawa                                        | 2019                  | 11-05-2019            | tip23           | -            | Nr. 14 in de Vlaamse Top 50               |
| Diepe waters                                         | 2019                  | 23-11-2019            | tip25           | -            | Nr. 16 in de Vlaamse Top 50               |